# Sotimpius macroceros
Sotimpius macroceros är en mångfotingart som först beskrevs av Pocock 1895.  Sotimpius macroceros ingår i släktet Sotimpius och familjen stenkrypare. Inga underarter finns listade i Catalogue of Life.